# Дьйордь Кметі
Дьєрдь Кметі (Felsőpokorágy, 24 травня 1813 — 25 квітня 1865, Лондон) — генерал угорської армії та османської армії під ім'ям Ісмаїл — паша .

## Кар'єра
Батько Кметія був шляхетним, але бідним вікарієм- євангелістом, який помер у 1818 році, тому його брат Пал (Павло) виховував його. Кметій закінчив навчання в Кежмарку і в 1833 році вступив до 19-ї армії. Наприкінці 1847 року він був унтер-офіцером в армії Йозефа Радецького фон Радеца в чині обер- лейтенанта . 1 жовтня 1848 року в Дьйорі він приєднався до 23-го армійського корпусу в чині капітана.

### Угорська революція 1848 року
Кметій відіграв важливу роль у створенні корпусу, тому що інший капітан через хворобу не пішов на службу. Кметі керував чотирма ротами, коли разом з Лайошем Кошутом пішов до табору Яноша Моги і разом з ними воював у битві під Швехатом. За це Кошут нагородив його капітаном 1-го армійського корпусу. Згодом отримав звання полковника за розгром кавалерійської атаки. З 15 лютого 1849 р. Кметій керував дивізією.
Кметій не воював у битві під Капольною через погане керівництво Генрика Дембінського, хоча він прикривав відступаючу угорську армію. 28 лютого 1849 року Кметі виграв битву проти Франца Дейма під Мезекевешдом. 14 квітня 1849 р. він отримав звання полковника.
Кметій привів угорців до відновлення Буди, але він отримав травму. Після цього йому було наказано зайняти береги річки Раба . 13 червня Кметій розгромив австрійські війська під проводом Франца Вісса в битві під Чорною, за що отримав титул генерала. 27 червня Едлер фон Варенсберг розбив Кметі, і йому довелося рухатися до Воєводини . Незважаючи на те, що Кметі намагався розігнати свої війська, він пропустив битву при Гедьєсі проти Йосипа Єлачича .
9 серпня Кметі приєднався до угорського армійського корпусу в Темешварі (нині Тімішоара, Румунія). На лівому фланзі Кметій просувався успішно, але й на інших ділянках корпусу йому довелося відступити. 15 серпня Кметій завдав поразки австрійській армії під Лугошем (нині Лугож , Румунія).

### Після революції
Після капітуляції у Вілагосі Кметі втік до Османської імперії і приєднався до османської армії під ім'ям Ісмаїл, але не прийняв іслам. Османський народ любив його і попросив його модернізувати османську армію, що він і зробив. Разом з Юзефом Бемом Кметі перевели до Алеппо, де вони допомагали придушити серйозний бунт.
Після смерті Бема Кметі переїхав до Лондона, де був опублікований його перший твір. На початку Кримської війни Кметій повернувся до Османської імперії, де він зазнав поразки від росіян під час облоги Карса 29 вересня 1855 р. [nb 1] Коли генерал Вільям Фенвік Вільямс хотів відмовитися від замку, Кметій вирішив вступити в бойову атаку. бій з військами противника. За це Кметі отримав нагороду від османського уряду.
У 1861 році Кметі вийшов у відставку та повернувся до Лондона, де й помер у 1865 році.

### Спадщина
На знак визнання його допомоги після смерті Кметі турки встановили статую, яка досі стоїть на кладовищі Кенсал-Грін (Лондон). Кметій ніколи не був одружений і не мав дітей.

## Твори
- Кметі, Дьєрдь (1852). Спростування деяких головних помилок у «Життя та дії в Угорщині в 1848 і 1849 роках» Гергея з критичними зауваженнями щодо його характеру як військового керівника . Лондон.
- Görgey, Artur (1852). Mein Leben und Wirken in Ungarn. (Передмова Дьєрдя Кметі)(німецькою мовою). Лейпциг.
- Кметі, Дьєрдь (1856). Розповідь про оборону Карса 29 вересня 1855 року . Лондон.